# Busolă

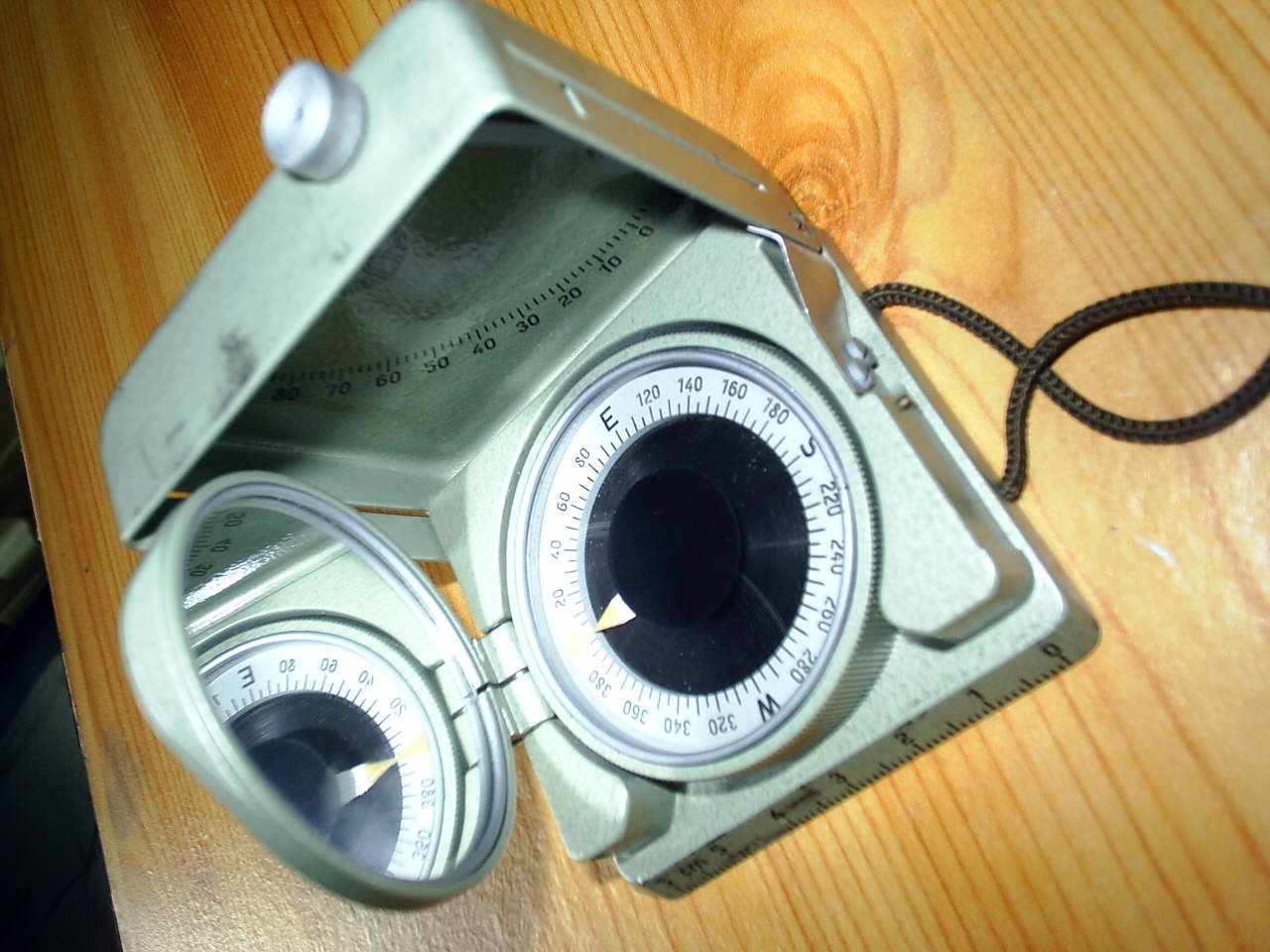
Compas de marș F73 Mecanică de precizie din VEB Freiberg

Busola sau compasul (italiană: com-pasus) este un instrument de navigație utilizat pentru determinarea direcției relativ la polii magnetici ai Pământului.
Cadranul busolei prezintă Polul Nord și Polul Sud magnetic, precum și direcțiile intermediare.

## Istoric

Pe lângă gradarea în 360 sau 400 grade, uneori pe cadran se află „Roza vânturilor” cu punctele cardinale

Busola sau acul magnetic era deja cunoscută în timpul împăraților din China. Pe atunci busola consta dintr-o piatră magnetică legată de un fir de ață pentru a se putea roti liber. Mai târziu apar formele de busole mai specializate.
În Perioada Marilor descoperiri geografice portughezii au perfecționat busola.
Alexander Neckam un savant englez menționează busola pentru prima oară prin secolul XII în Europa, fiind adusă în anul 1190 de arabi. 
Forma busolei de azi este menționată prin secolul al XIII-lea probabil de un navigator italian din Amalfi, unde în port se găsește statuia lui Flavio Gioia, declarat „descoperitor al busolei”.

## Construcție

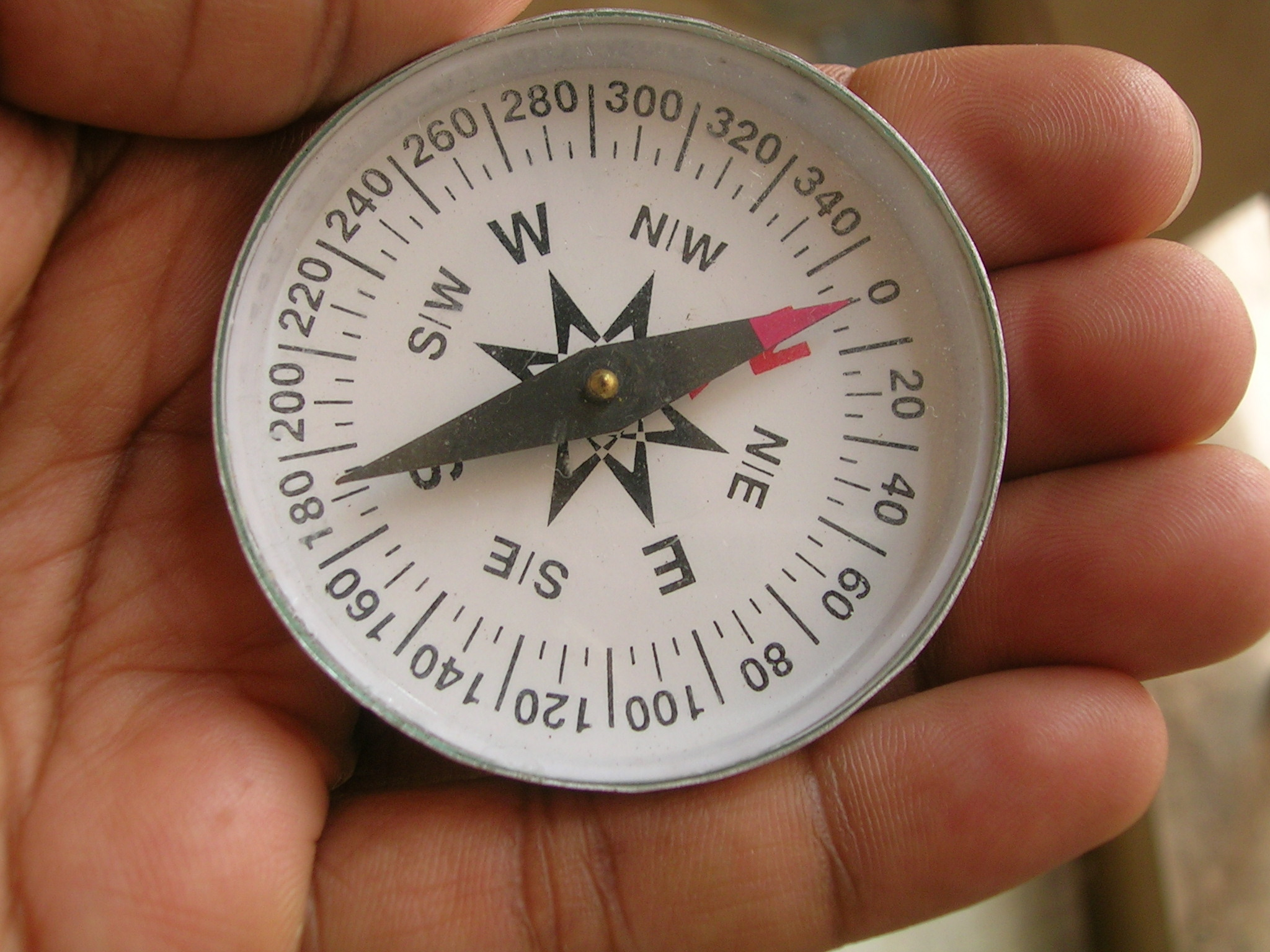
Alinierea cadranului cu acul, care indică nordul

Busola poate fi clasică sau numerică. Cea clasică se compune dintr-o capsulă transparentă și etanșă care conține un lichid uleios, în care se rotește, fixată pe un pivot, o săgeată magnetizată, colorată, de obicei, în roșu și negru, capătul roșu indicând Polul Nord, iar cel negru (albastru) Polul Sud (v. fig. alăturată). Fundul capsulei poate fi liniat, ceea ce permite o poziționare simplă pe hartă, ușurând astfel găsirea Nordului și orientarea pe hartă în spațiu.

### Deviația
Deviația este deplasarea suferită de acul magnetic sub influența unor câmpuri electromagnetice din apropierea busolei, provocate de aparate sau instrumente electrice, zăcăminte de minereuri feroase. Pentru eliminarea acesteia  este necesară aplicarea unei corecții de direcție.

### Înclinația
Este unghiul format cu tangenta la suprafața globului terestru, această valoare fiind în Europa centrală de ca. 66,5° ceea ce înseamnă că intensitatea câmpului magnetic orizontal atinge numai 40 % din valoarea sa, în comparație cu câmpul magnetic vertical ce atinge 90 %.
La busola folosită la navigația pe mare este necesar un giroscop pentru a menține busola (compasul) permanent într-o poziție orizontală.

## Vezi și

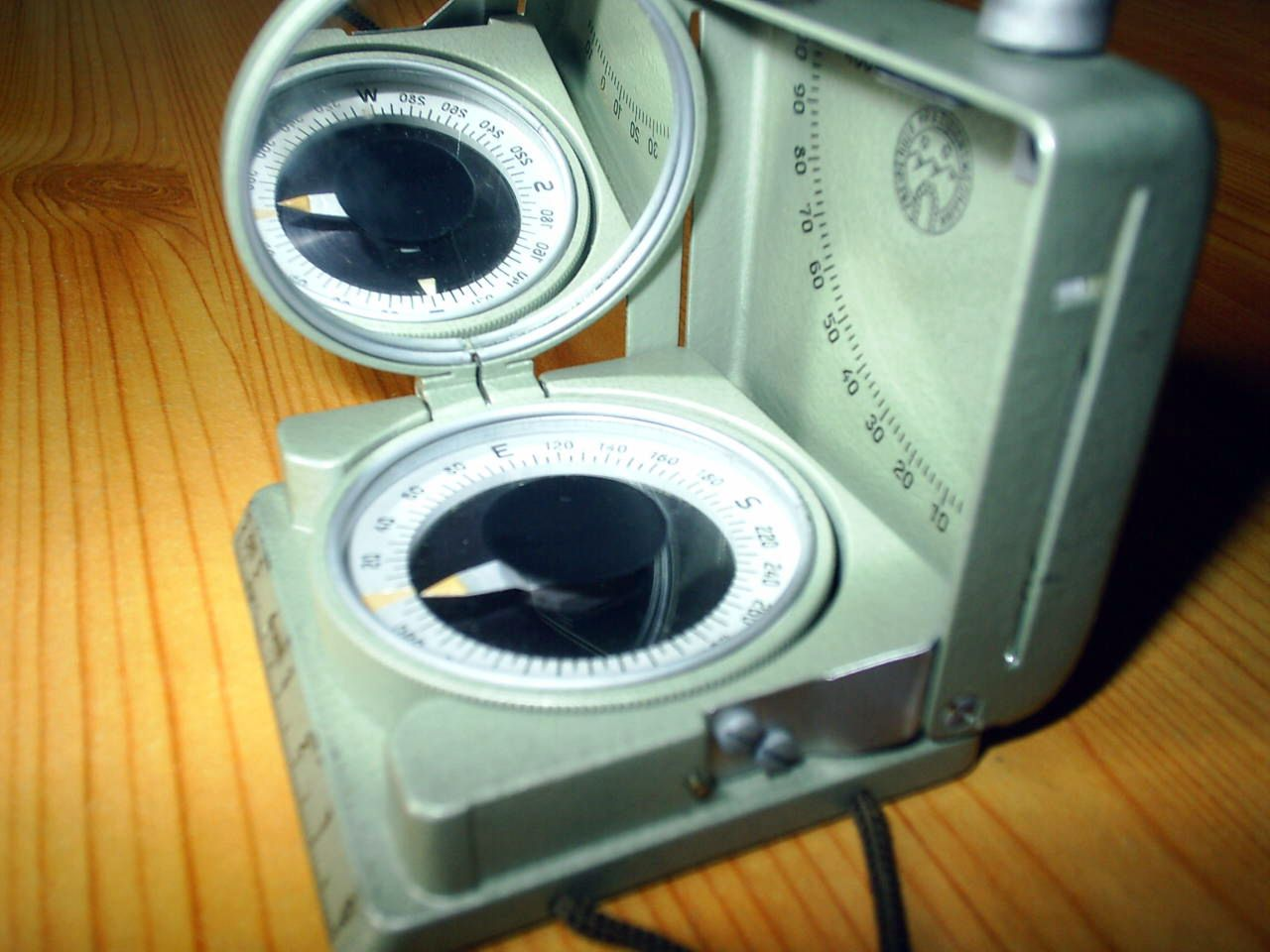
Busolă de marş cu stabilirea direcţiei prin vizare în oglindă
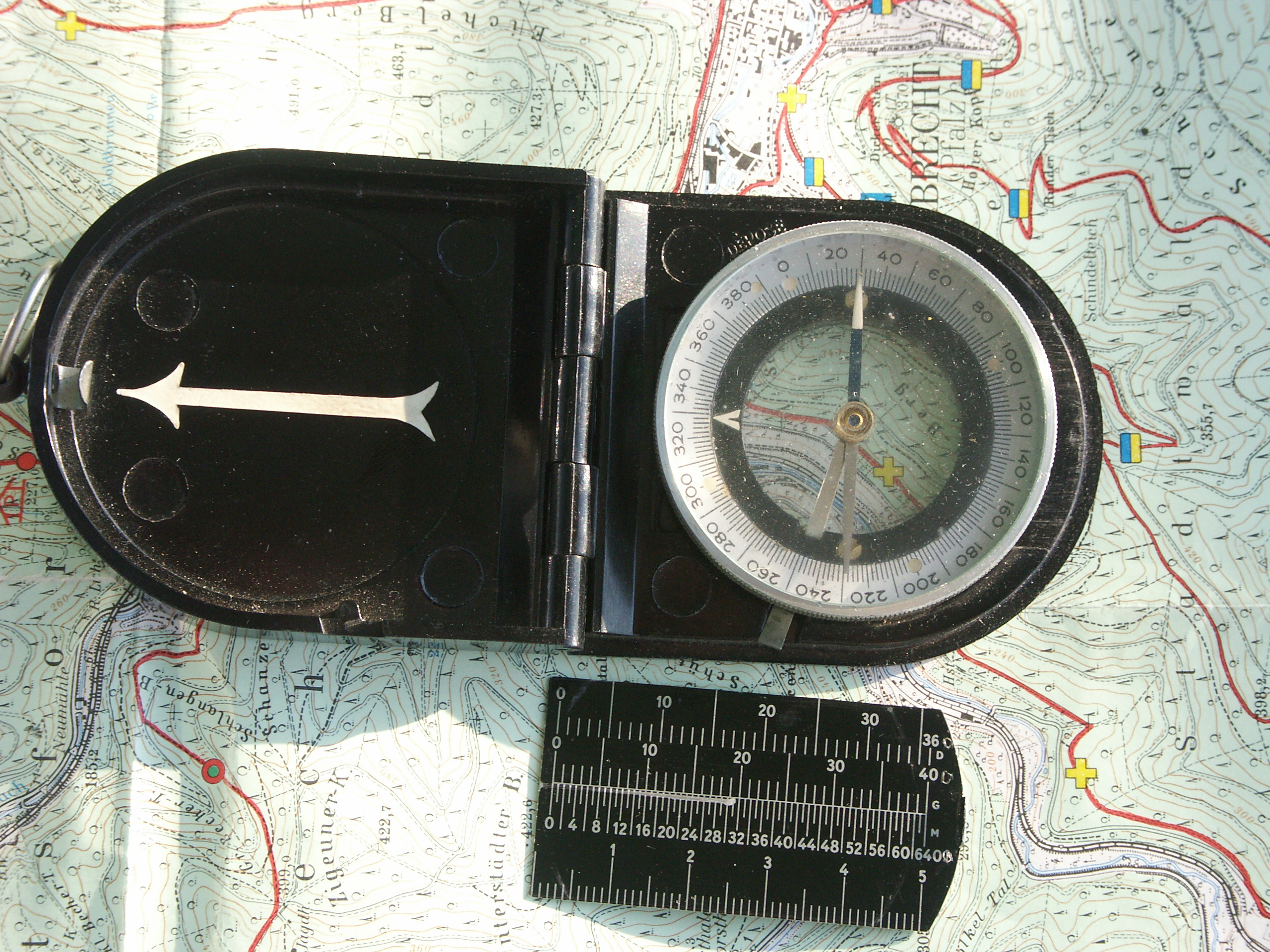
Busolă gradată în grade centezimale (400 grd) şi cu riglă de conversiune.
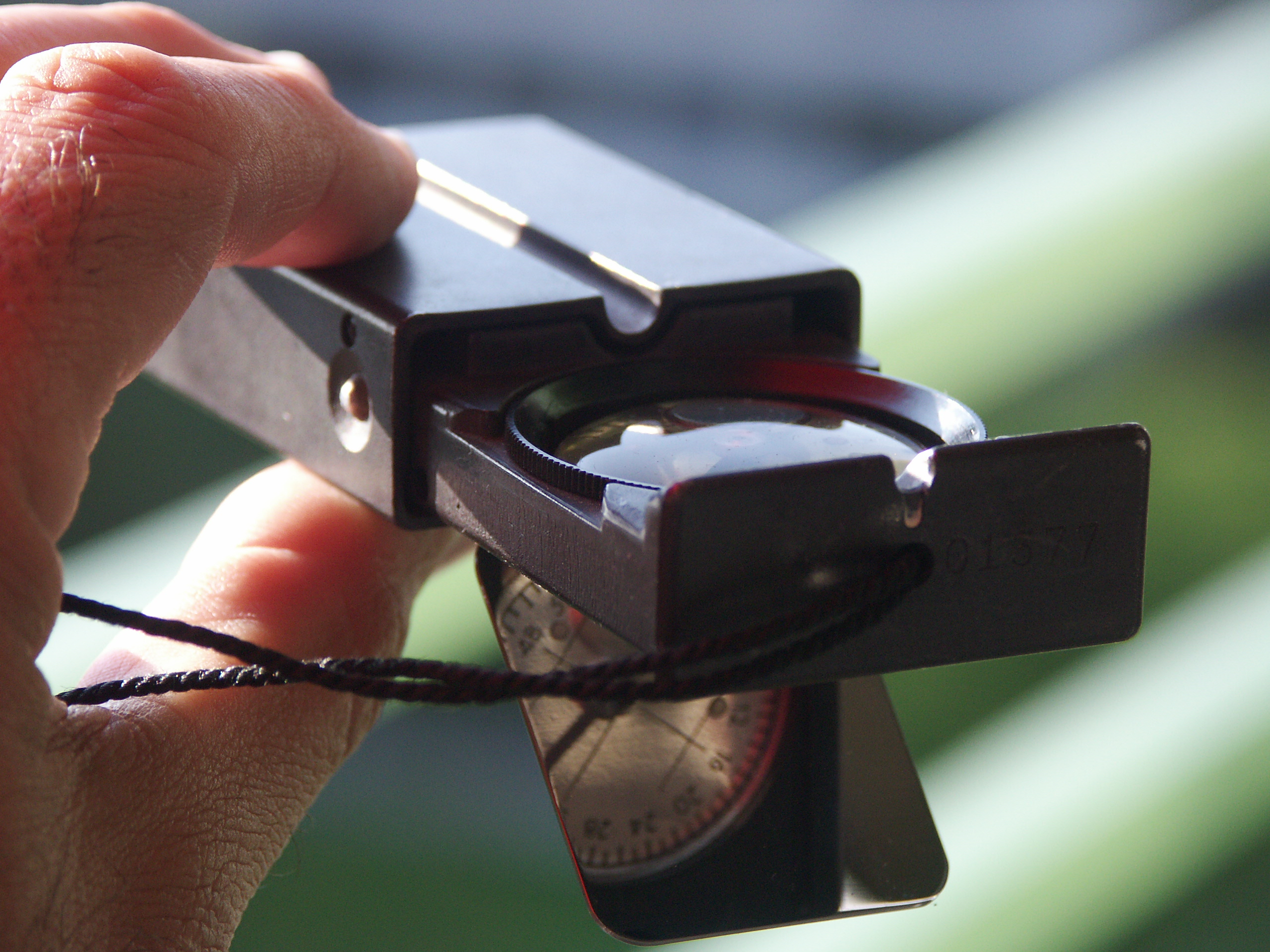
Busolă a armatei elveţiene cu 6400 de gradaţii.
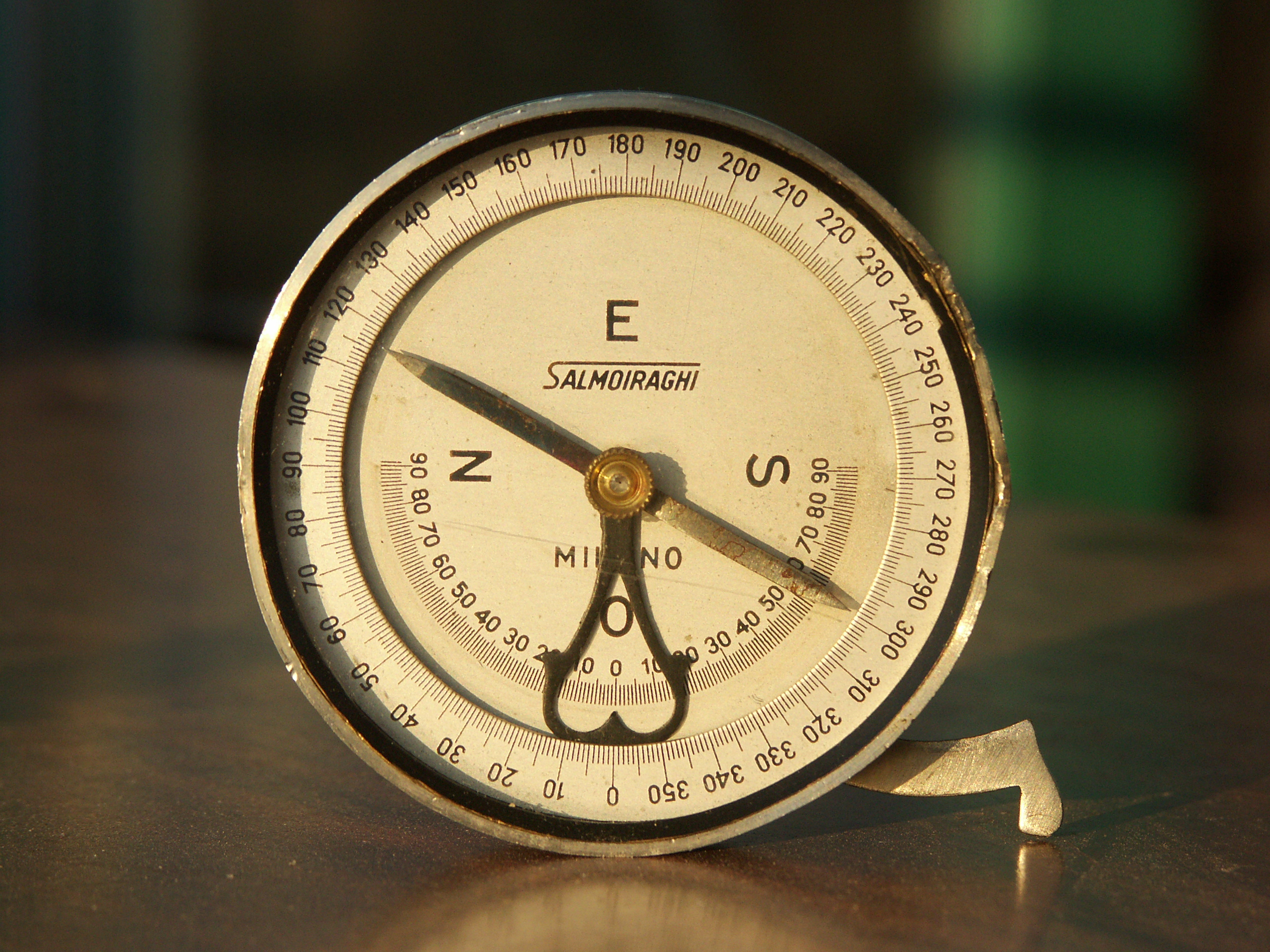
Busolă de înclinaţie (Salmoiraghi), cu clinometru
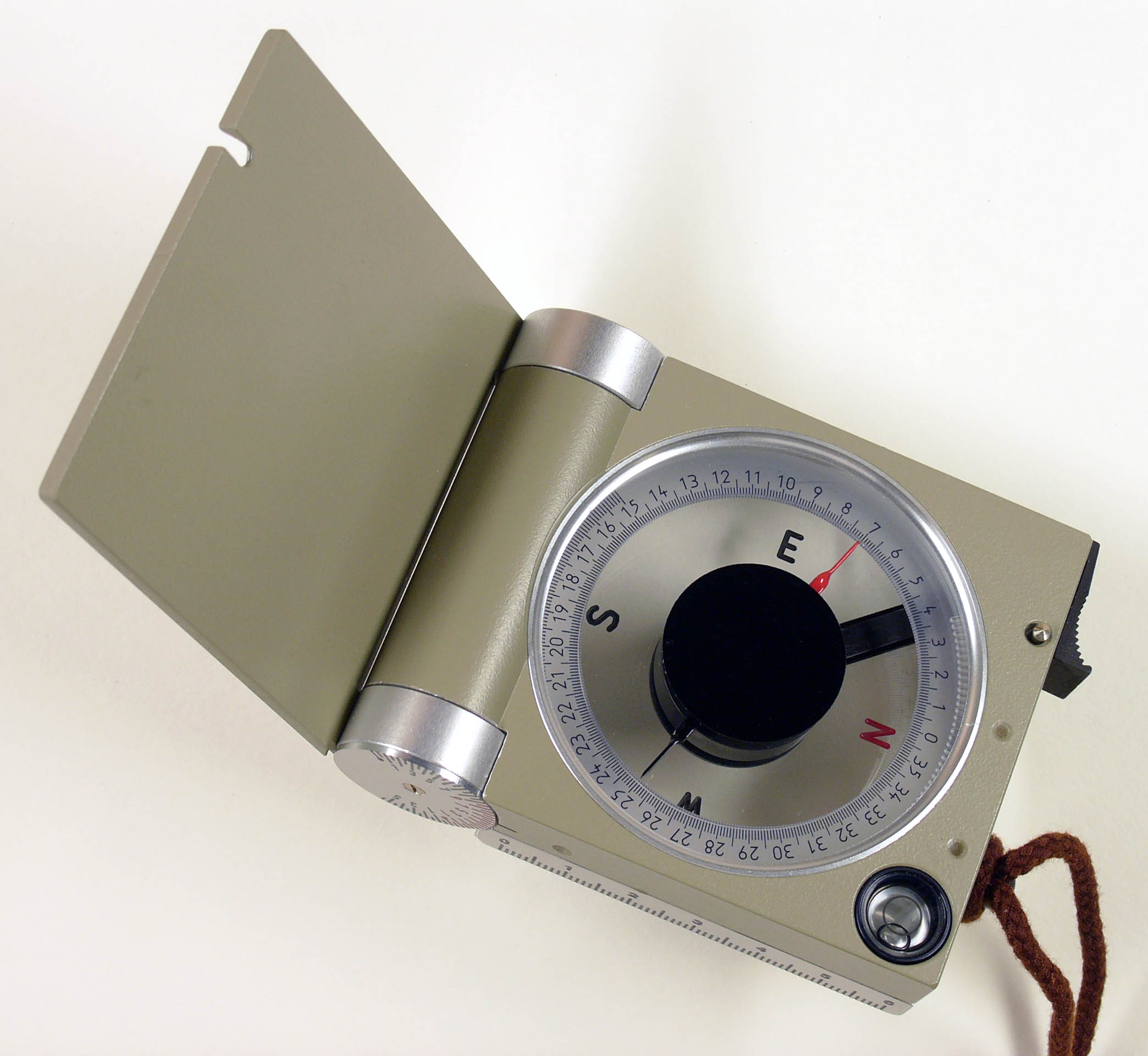
Busolă geologică după Prof. Clar
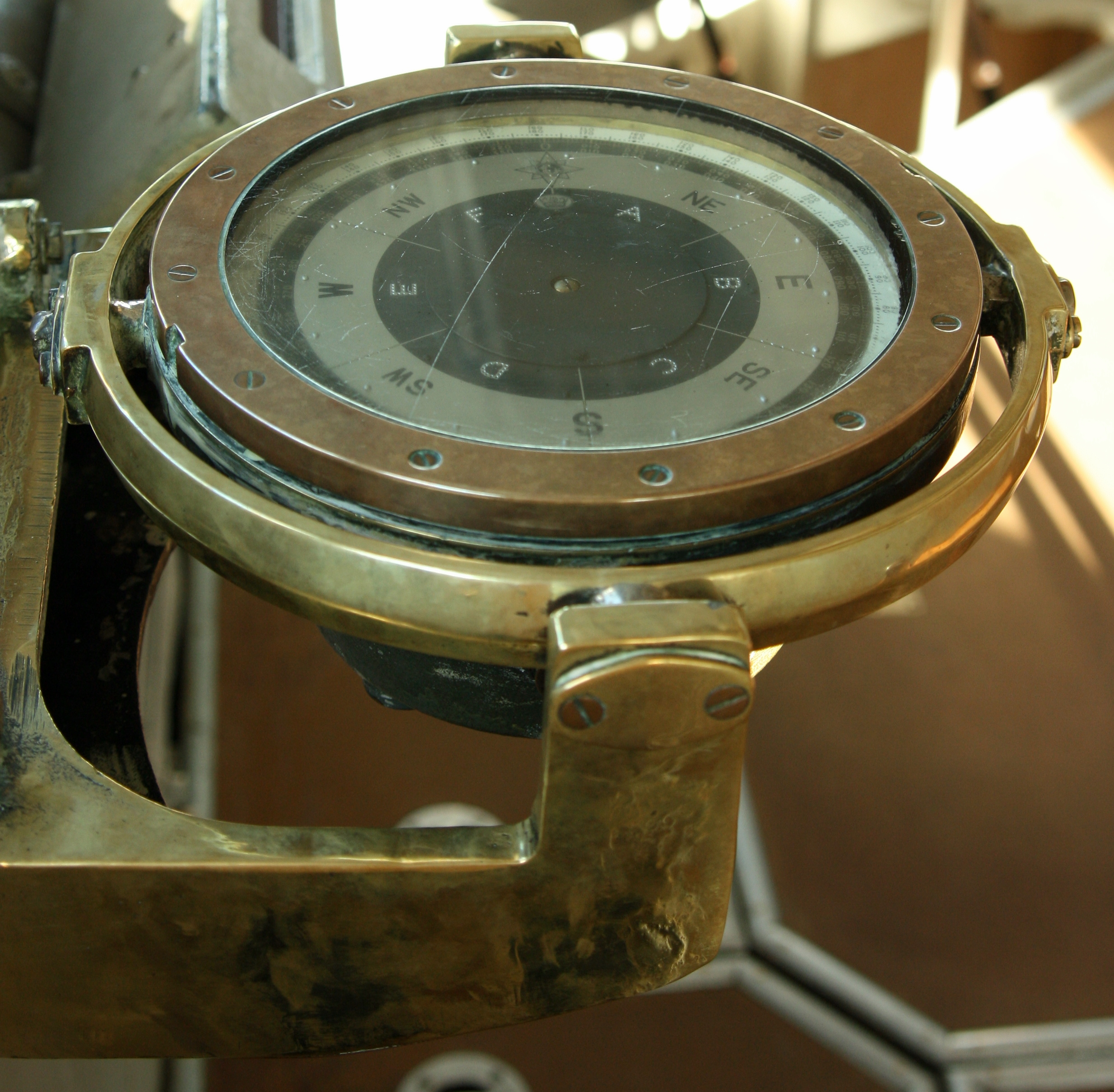
Busolă orizontală de marină, montată în articulaţie cardanică.
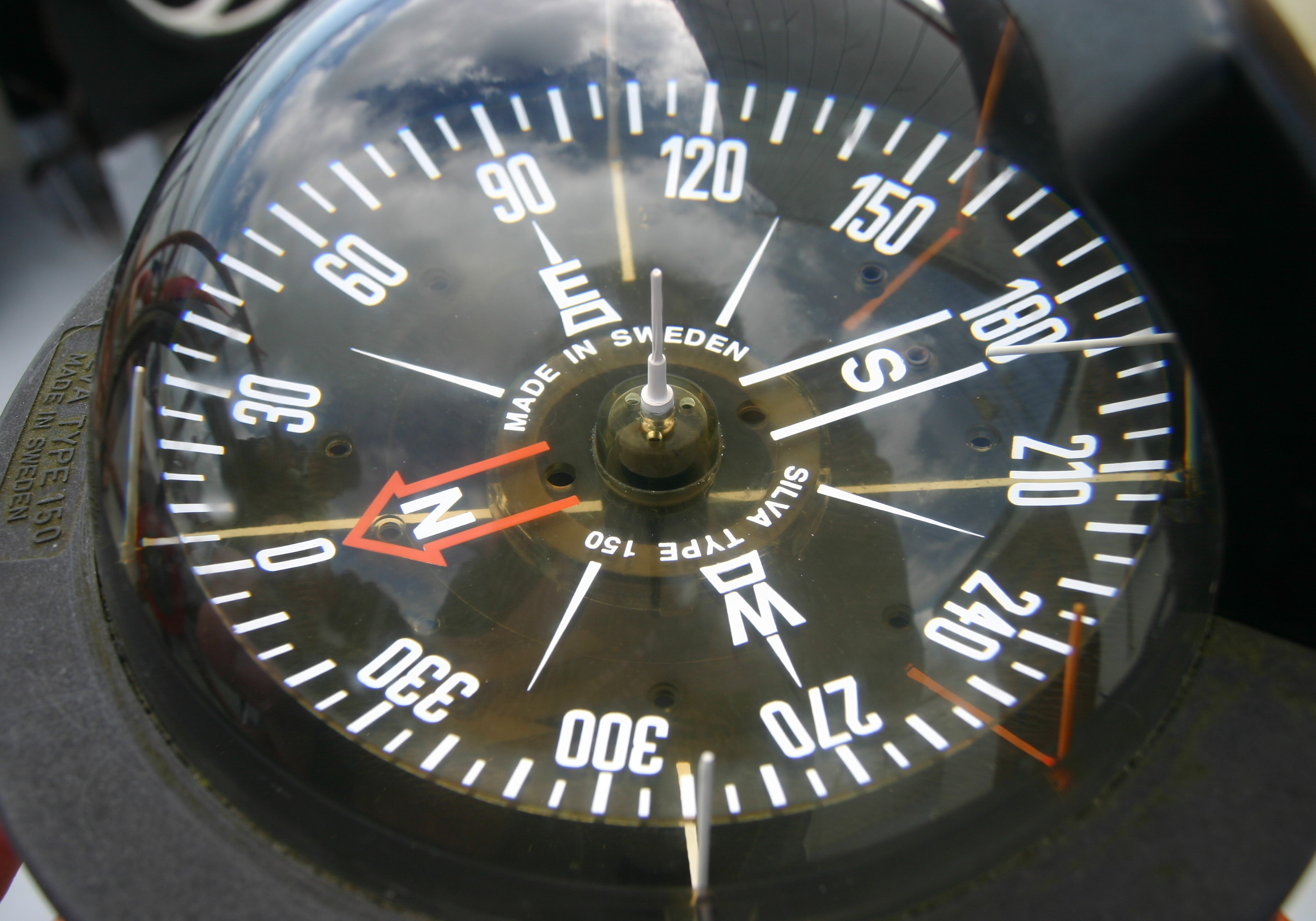
Busolă orizontală modernă de marină.
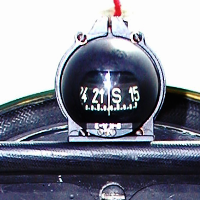
Busolă verticală de aviaţie.